# La Paz (Entre Ríos)
La Paz è una città della provincia di Entre Ríos, in Argentina, capoluogo del dipartimento omonimo.

## Geografia
La Paz sorge sulla sponda sinistra del fiume Paraná, a 171 km a nord-est dal capoluogo provinciale Paraná.

## Storia
Un tempo attracco fluviale sul fiume Paraná conosciuto con il nome di Cabayú Cuatiá, la città fu ufficialmente fondata il 13 luglio 1835 su iniziativa del governatore provinciale Pascual Echagüe.

## Infrastrutture e trasporti
La Paz sorge lungo la strada nazionale 12 che unisce la regione della Mesopotamia con la provincia di Buenos Aires.